# Leptoancistrus
Leptoancistrus is een geslacht van straalvinnige vissen uit de familie van de harnasmeervallen (Loricariidae)..

## Soorten
- Leptoancistrus canensis (Meek & Hildebrand, 1913)
- Leptoancistrus cordobensis Dahl, 1964